# Liu Yifei
Liu Yifei (geboren als An Feng; Wuhan, 25 augustus 1987) is een in China geboren Amerikaans actrice, zangeres en model. Ze is ook actief in China, waar ze bekend staat als "Fairy Sister" en als "Crystal Liu". Liu werd in 2009 genoemd als een van de New Four Dan-actrices van China. Sindsdien speelde de rol van Mulan in de live-actiefilm Mulan uit 2020 van The Walt Disney Company.

## Privéleven
Liu had tussen 2015 en 2018 een relatie met de Zuid-Koreaanse acteur Song Seung-heon.

## Filmografie
- The Story of a Noble Family (2002)
- Demi-Gods and Semi-Devils (2003)
- Love of May (2004)
- The Love Winner (2004)
- Chinese Paladin (2005)
- Doukou Nianhua (2005)
- The Return of the Condor Heroes (2006)
- Abao De Gushi (2006)
- The Forbidden Kingdom (2008)
- Mulan (2009)
- Love In Disguise (2010)
- White Vengeance (2011)
- A Chinese Ghost Story (2011)
- The Four (2012)
- Assassins (2012)
- The Four II (2013)
- The Four III (2014)
- Outcast (2014)
- Le Paon de Nuit (2015)
- Di san zhong ai qing (2015)
- Zhi qing chun 2: Yuan lai ni hai zai zhe li (2016)
- Feng huo fang fei (2017)
- Er dai yao jing (2017)
- Once Upon a Time (2017)
- Mulan (2020)

## Discografie
- Liu Yifei (2006, Chinees album)
- All My Words (2006, Japans album)